# Сонячний Берег
Сонячний Берег (болг. Слънчев Бряг) — найбільший морський курорт на сході Болгарії.

## Географія
Розташований біля затоки в Чорному морі з пляжем, завдовжки 6,1 км і завширшки в центральній частині до 60 м, покритим дрібним жовтим піском. Міжнародний аеропорт Бургаса знаходиться за 27 км від курорта, а морський порт і залізничний вокзал Бургаса — за 40 км від нього. Сонячний берег знаходиться за 361 км від Софії, 251 км від Пловдива, 90 км від Варни і 190 км від Русе. Курорт є частиною общини (громади) Несебр. Стара частина
міста Несебр включена в список об'єктів Всесвітньої спадщини ЮНЕСКО в Болгарії.

## Історія

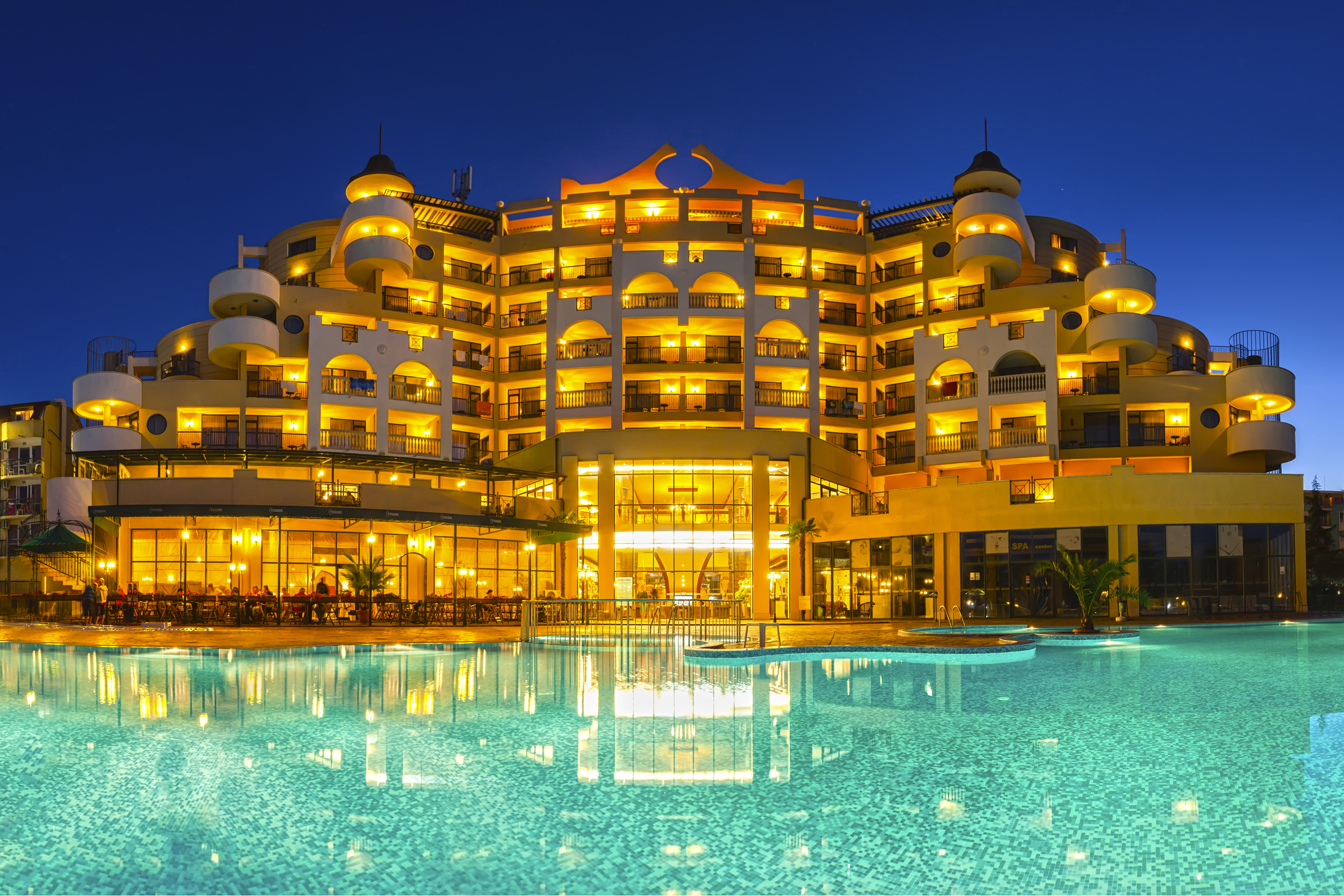
Готель, Сонячний Берег

Проєктування курорту Сонячний Берег почалося до 1957 року, будівництво розпочато 30 червня 1958 року. У 1958 році на Сонячному Березі з'явився перший заклад — їдальня «Оазис». 1 червня 1959 року відкрився перший на курорті ресторан «Нептун». Перший готель «Калина» прийняв туристів 8 червня 1959 року, через кілька хвилин після того, як будівельники покинули майданчик. Першим іноземним гостем Сонячного Берега вважається словак Франтішек Сільвестер з Острави, який о 16 годині 8 червня 1959 року зареєструвався на рецепції готелю «Калина».
У період з 1959 по 1988 рік на Сонячному Березі відпочили 7699100 осіб, у тому числі 5162600 іноземних туристів і 2536590 болгарських громадян. Станом на 1989 рік у Сонячному Березі було: 108 готелів (27 000 місць), 130 ресторанів, атракціони, нічні клуби, кафе, бари, дискотеки. Станом на 2017 рік було 117 готелів і більше 100 атракціонів.
4 липня 1995 року Сонячний берег першим з болгарський курортів отримав екологічну нагороду «Блакитний прапор».
2016 року Сонячний Берег очолив рейтинг популярних туристичних курортів міжнародного порталу про подорожі «Hoppa» як: «дружній туристичний напрямок для сімейного бюджету».

## Транспорт
Найближчі аеропорти і залізничні станції: Бургас і Варна. На Сонячному Березі є автовокзал з регулярними рейсами в міста Болгарії, Греції та Туреччини.
Найближче місто: Несебр.

## Про курорт
Курортний комплекс Сонячний Берег нагороджений «Блакитним прапором» (сертифікат якості пляжів, заснований Європейською комісією з довкілля і щорічно присуджується районам на основі результатів тестування чистоти води і піску).
Пляж на курорті є муніципальним, тобто він призначений для громадського використання і не містить закритих відрізків. Від готелів пляж відділяє пішохідна вулиця — «Променад». Пляж чистий і облаштований. Велика частина пляжу зайнята шезлонгами під парасолями, скористатися якими можна за окрему плату. Відрізки пляжу, обладнані парасолями і шезлонгами, обслуговуються підприємцями-концесіонерами. Розташуватися безкоштовно можна на вільних від парасольок і шезлонгах ділянках: у самого урізу води або в дальній від моря частині пляжу (30 — 100 м від води).
Дно піщане, плавно йде в глибину.
Курорт став відомий ще в радянські роки; туди було престижно відправляти дітей із СРСР та інших соціалістичних країн. У той час Болгарія була однією з небагатьох країн, куди можна було відправити дітей на відпочинок, оскільки поіздкам до багатьох інших країн перешкоджала «Залізна завіса». Після повалення болгарського соціалістичного режиму курорт став рости. Оскільки центральна частина була забудована, основна зона будівництва змістилася на північ. Цим і визначився сучасний вигляд курорту: в центральній частині Сонячного Берега розташовані більш дешеві готелі, будівлі часів соціалізму в Болгарії, а на півночі частіше можна зустріти нові, сучасні й більш дорогі.
В останні роки на місці старих будівель (у тому числі на місці літнього кінотеатру, де проходили музичні фестивалі «Золотий Орфей») побудовані сучасні готелі. Території готелів зазвичай відкриті. Готелі пропонують усі можливості для повноцінного відпочинку: відкриті та закриті басейни, зелені парки і сади, спортивні споруди, ресторани, денні та нічні бари, атракціони, салони краси, центри спа тощо. Для любителів спорту курорт пропонує тенисні корти, баскетбольні та волейбольні майданчики, мінігольф, велосипеди, в тому числі й гребні, вітрильні човни, скутери, водні лижи, водний парашут тощо. Є й кінська база з добре навченими конями, підготвлені інструктори з верхової їзди. Організовані екскурсії по землі, морю і повітрю, до яких включені цікаві туристичні маршрути до різних пам'яток болгарської культури.
У західній частині курорта на площі 36 га розташований перший у Болгарії тематичний водний парк «Action Aquapark» з понад 30 різними водними атракціонами.

## Світлини

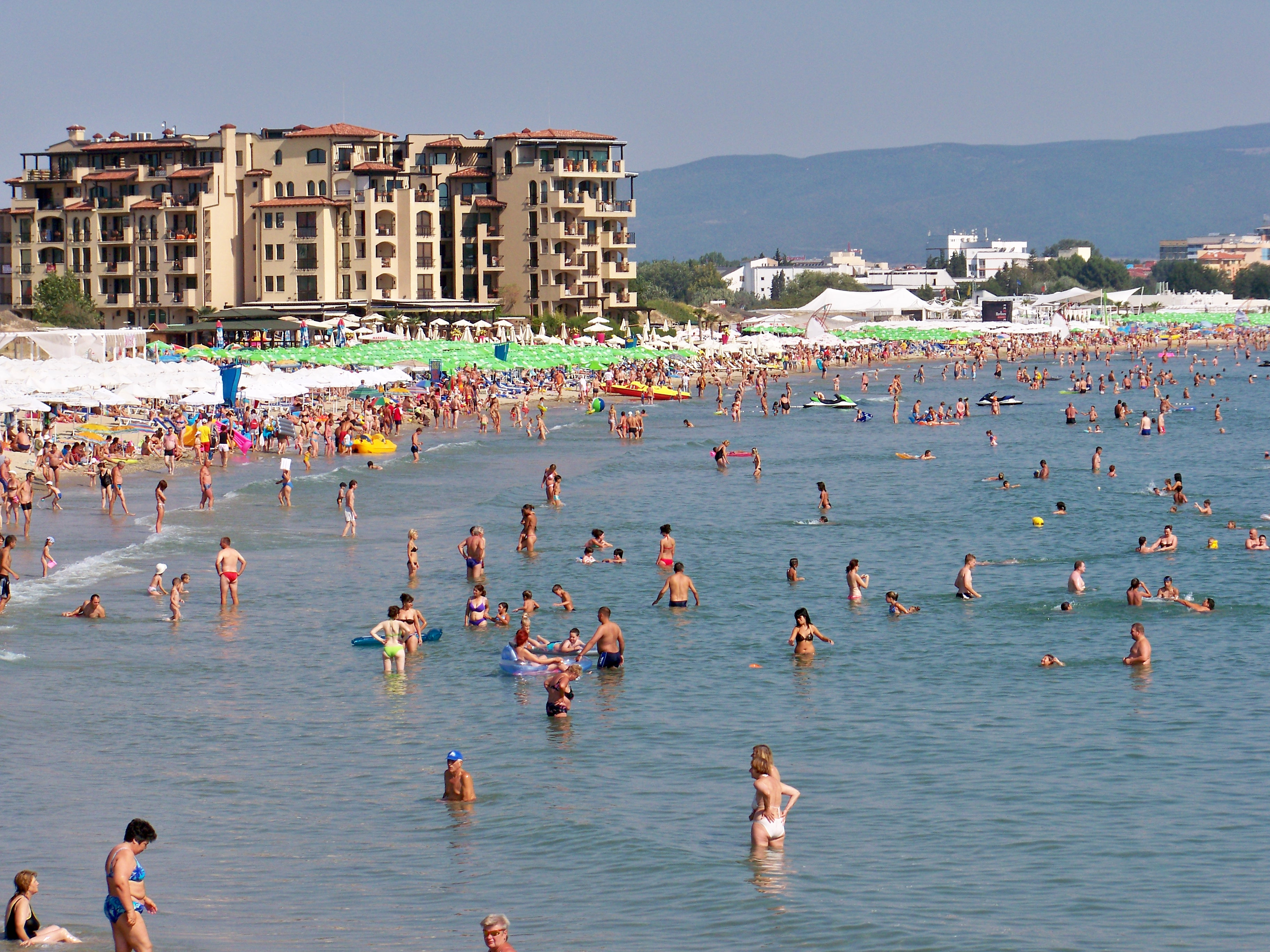
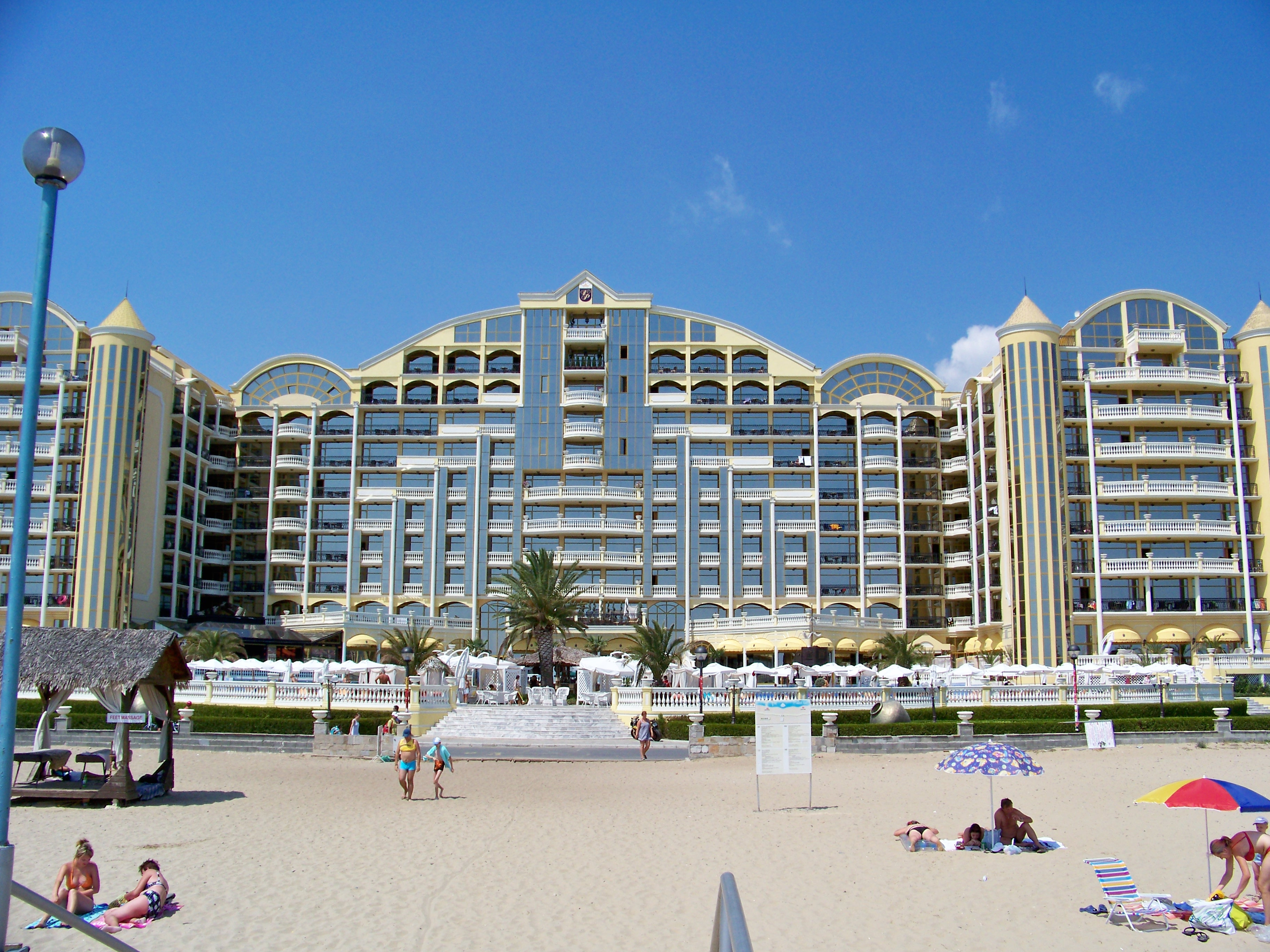
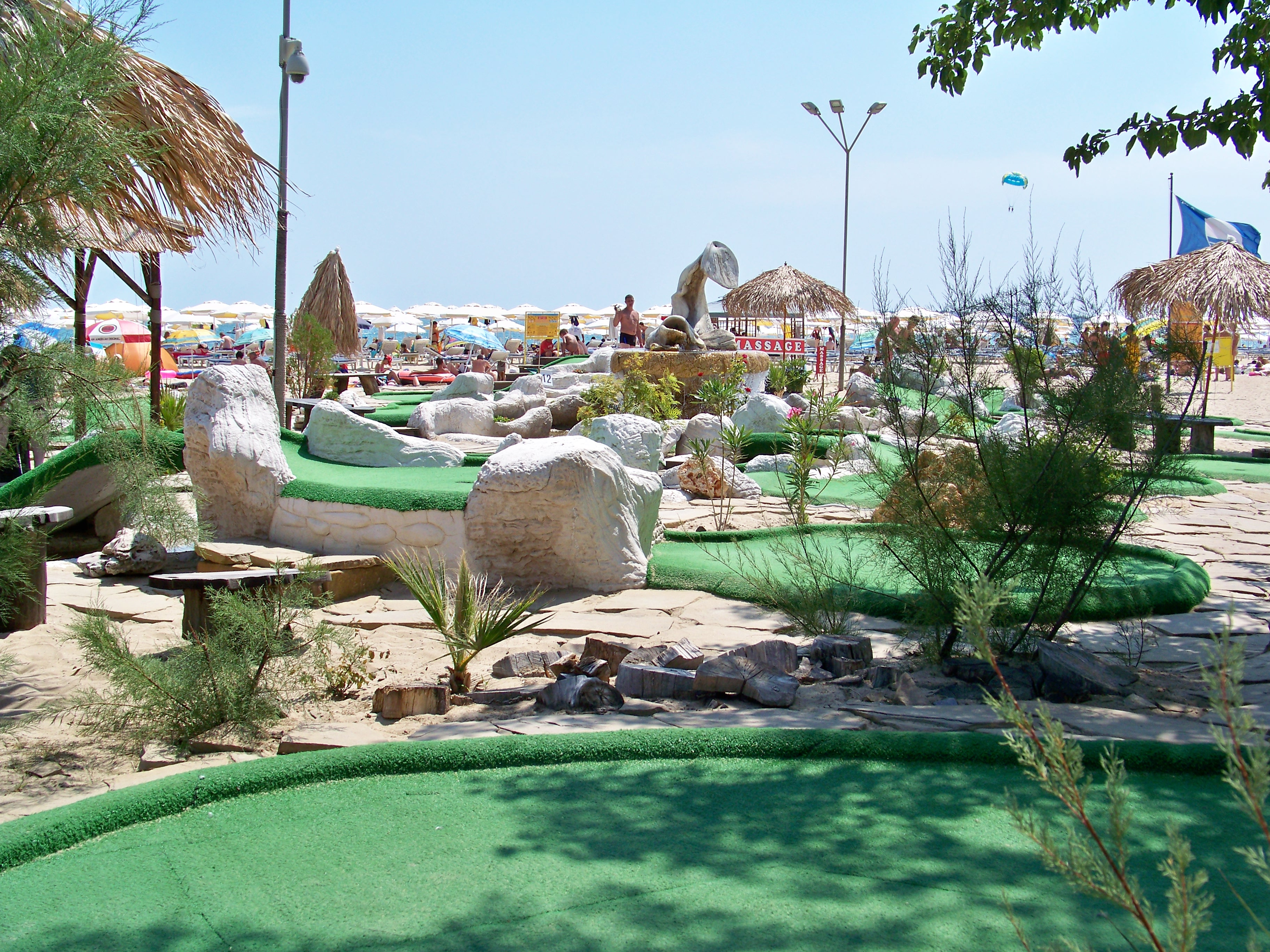
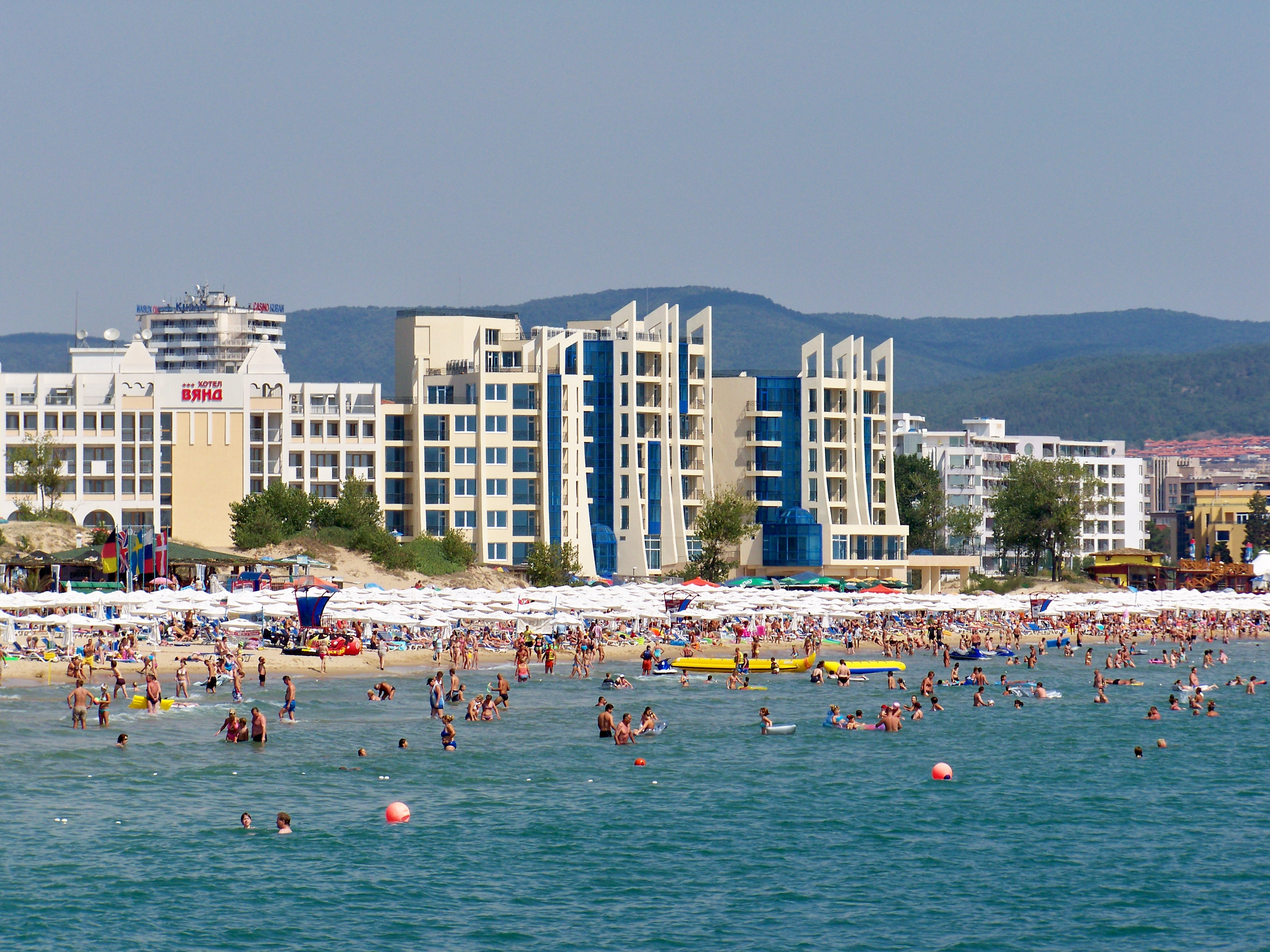
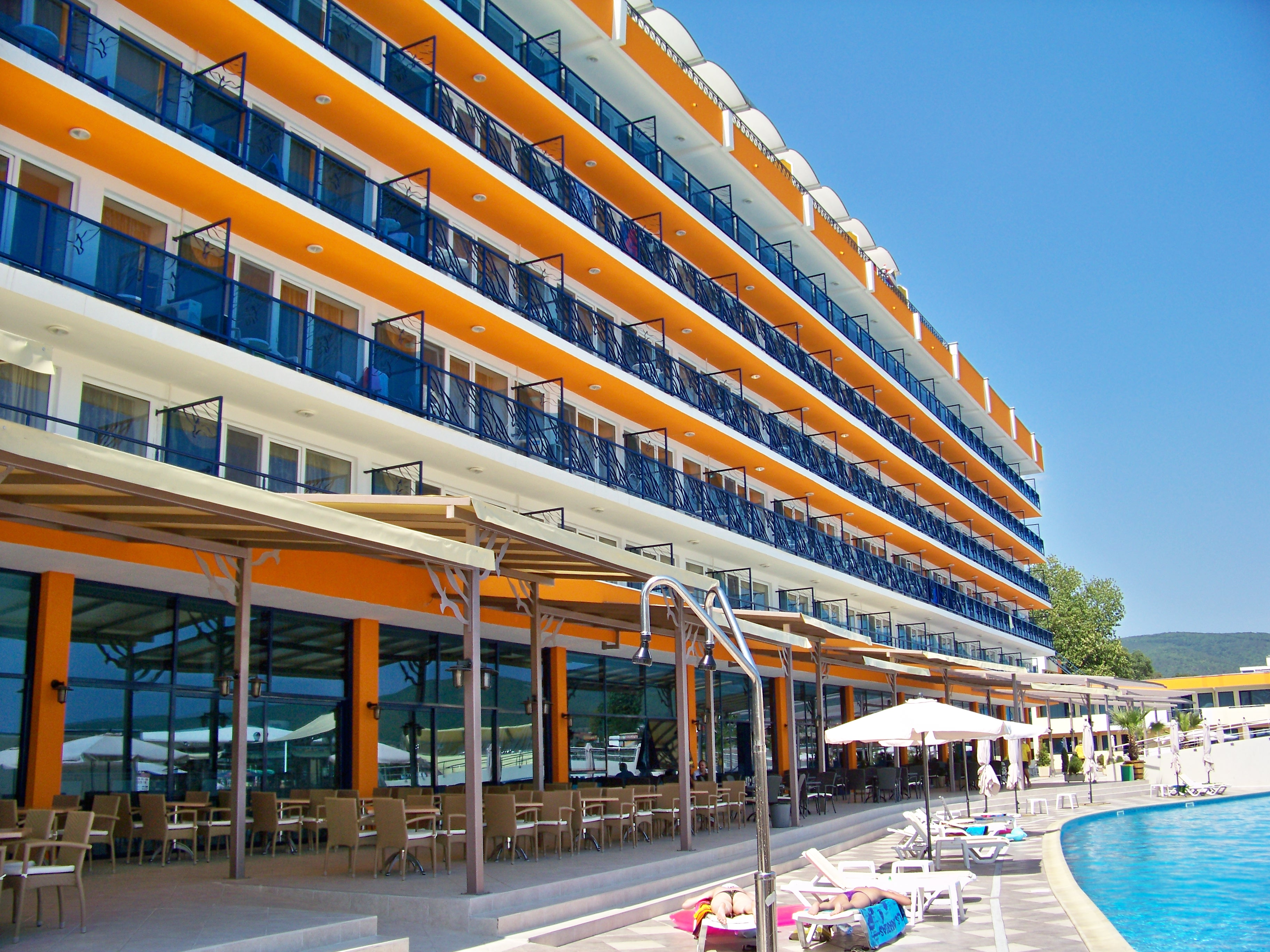
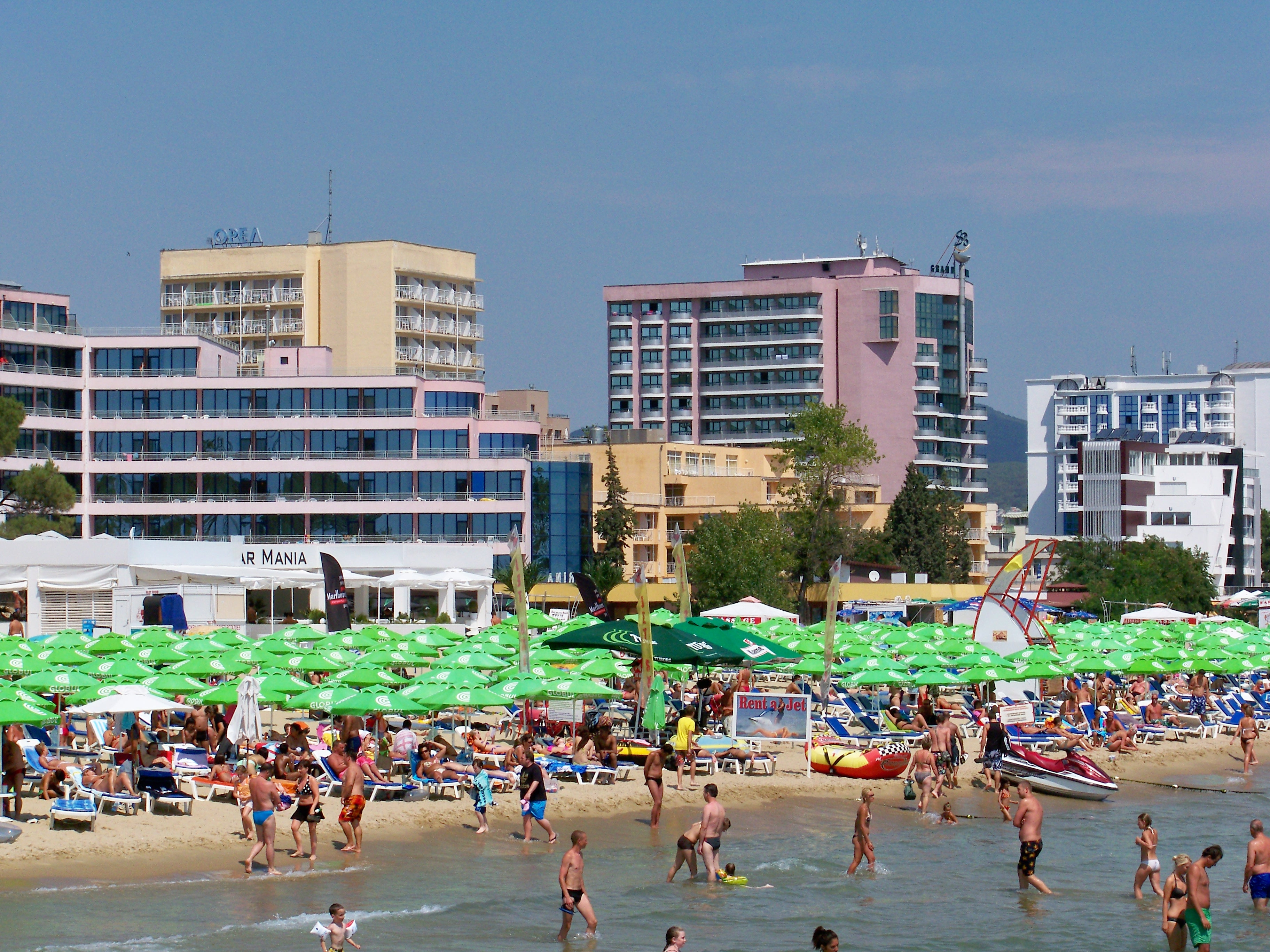
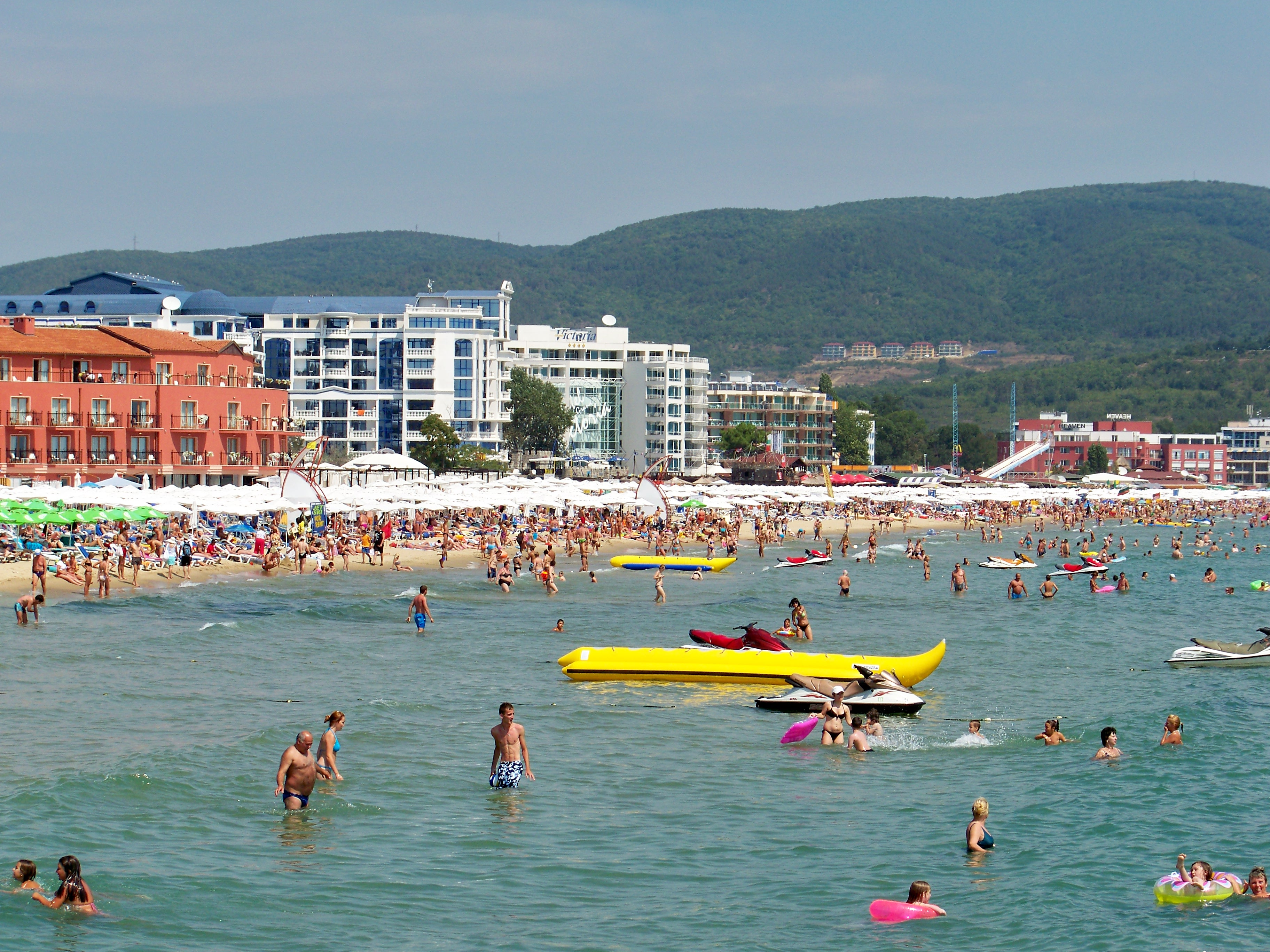
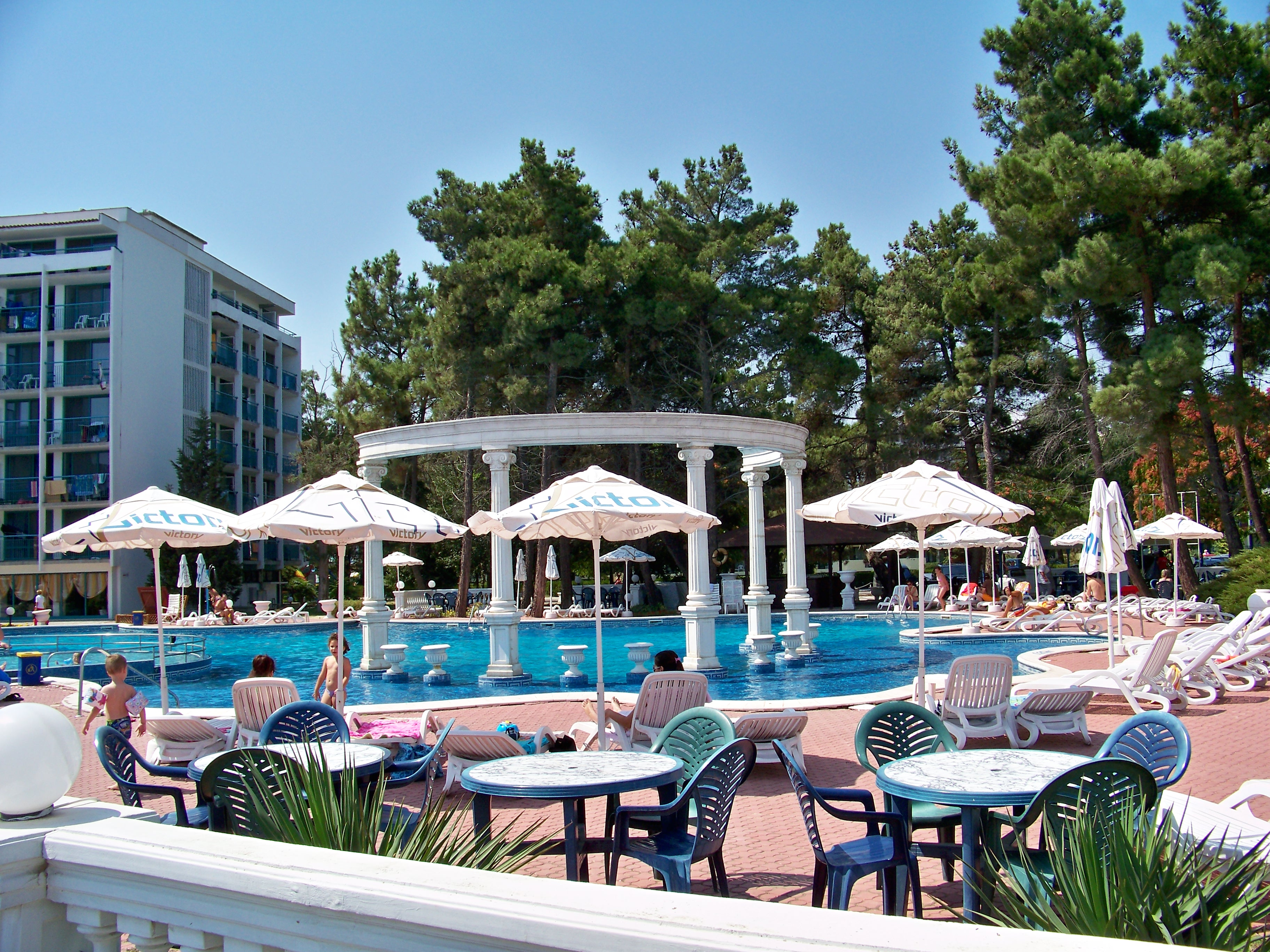
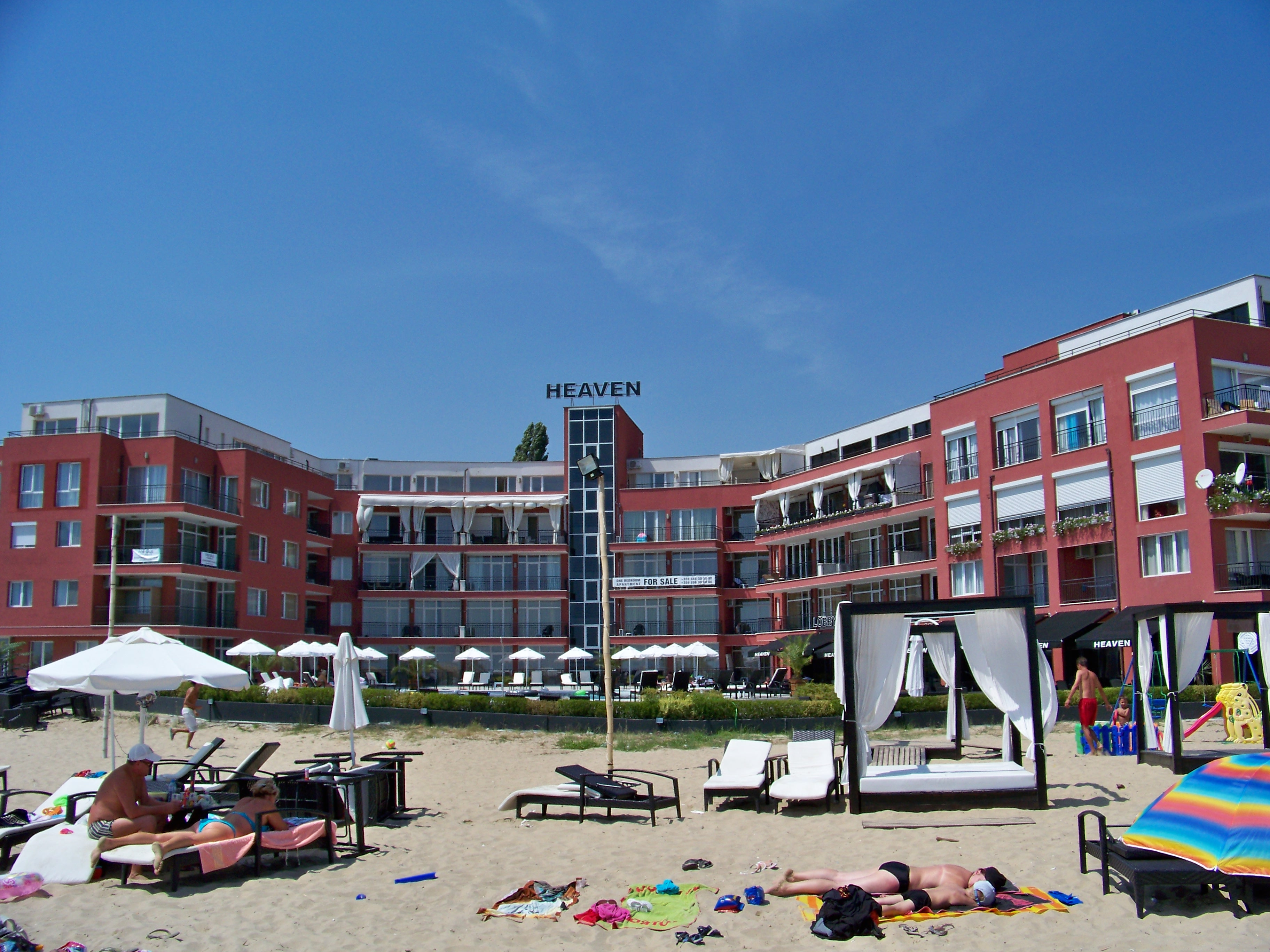